# قلعه موراکامی
قلعه موراکامی انگلیسی: 村上城, Murakami-jō، یک قلعه ژاپنی واقع در موراکامی، نیگاتا در استان نیگاتا آست.